# Spiraea fritschiana
Spiraea fritschiana là loài thực vật có hoa trong họ Hoa hồng. Loài này được C.K. Schneid. miêu tả khoa học đầu tiên năm 1905.

## Hình ảnh

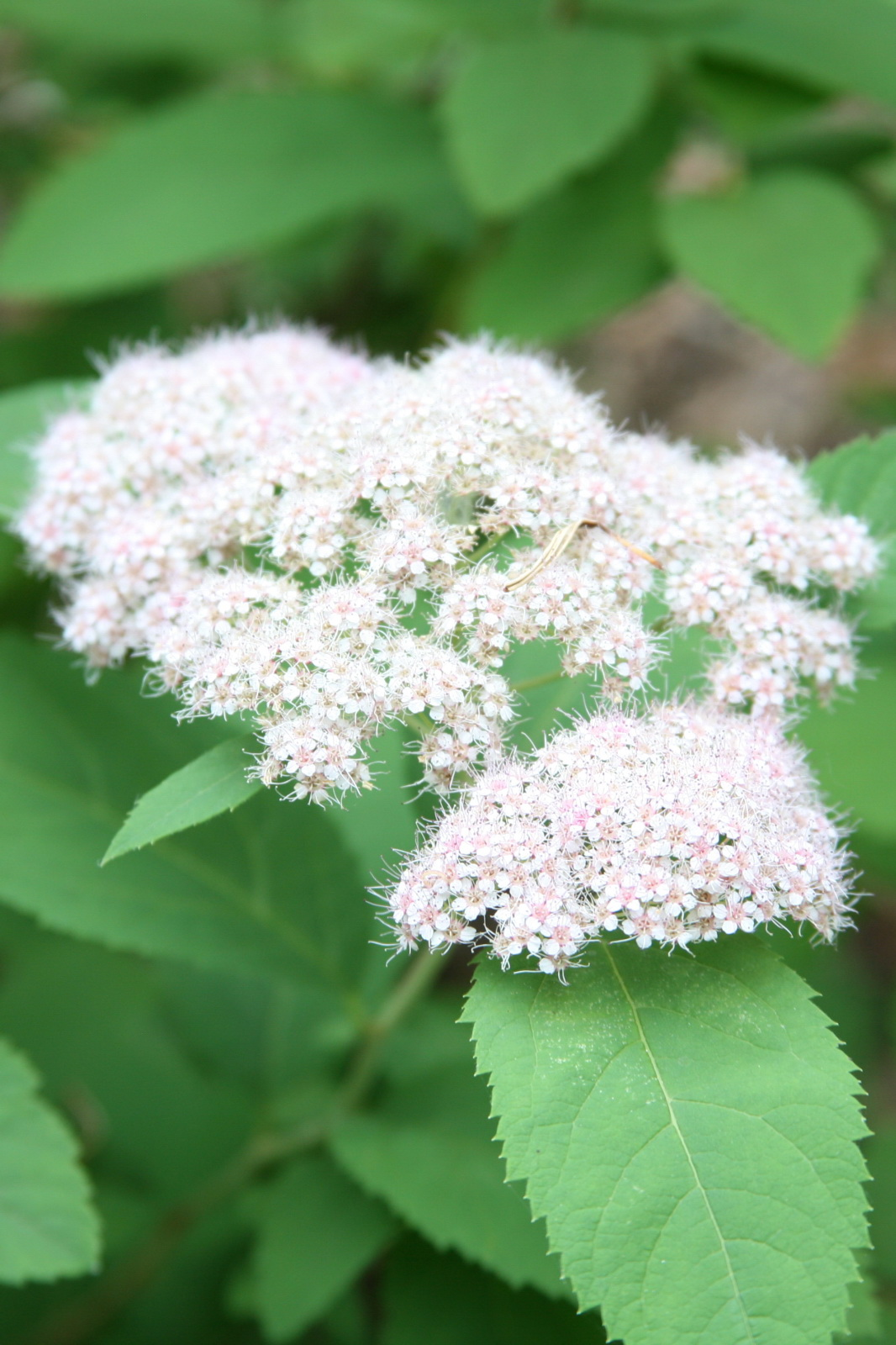
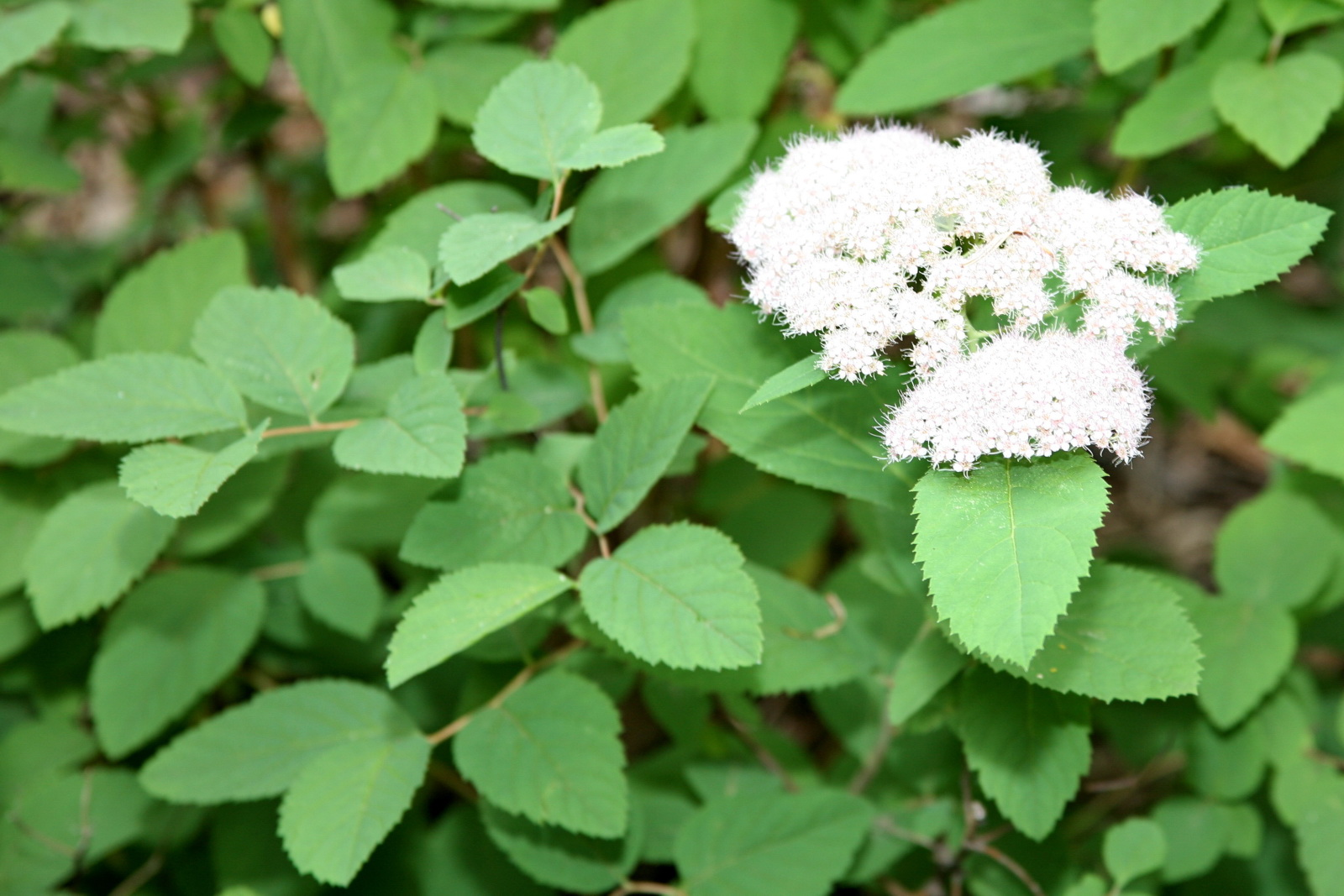
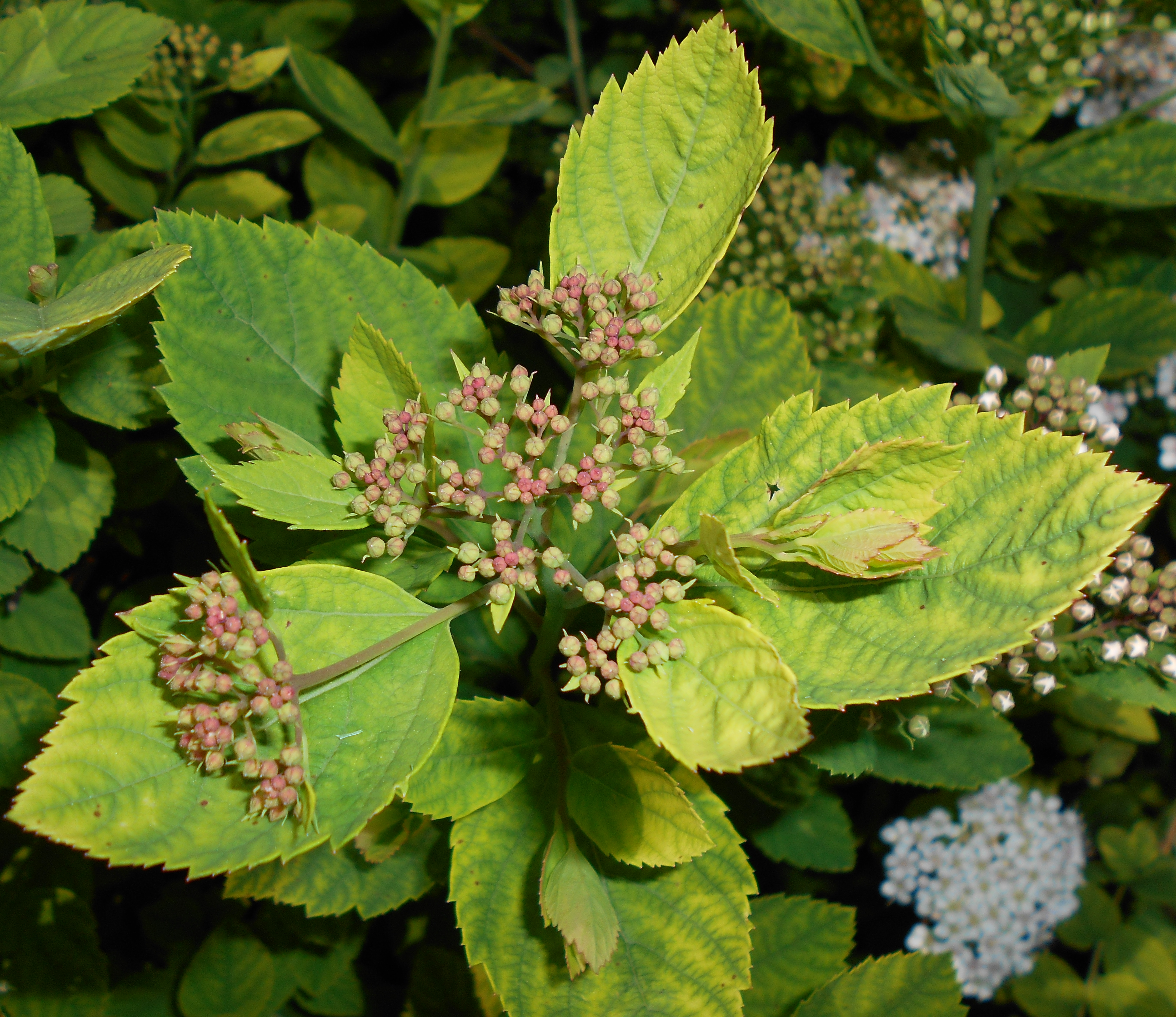
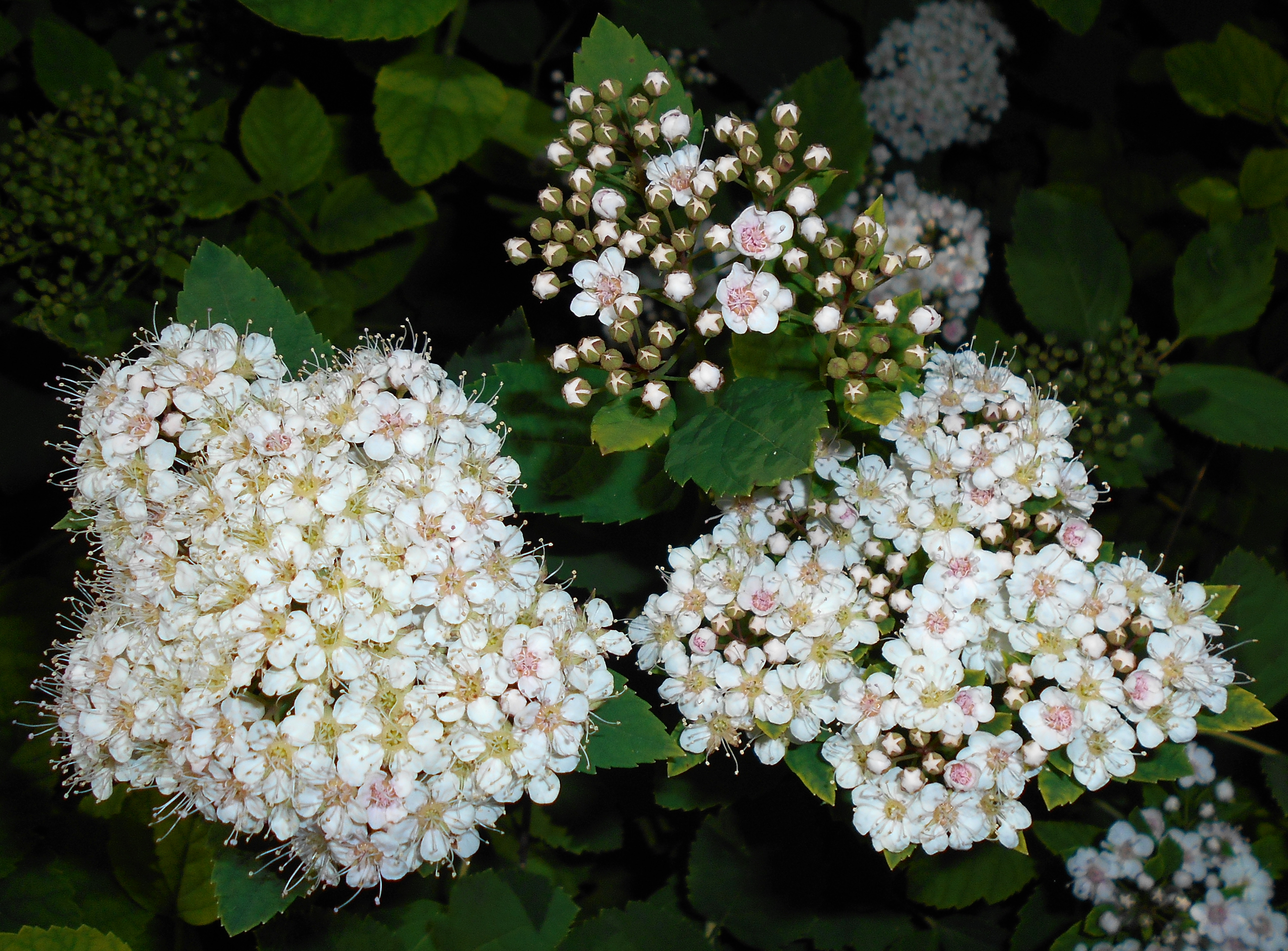